# نيغ (علي جمال)
نیغ (بالإنجليزية: Neyg)‏ هي مستوطنة تقع في إيران في خراسان الجنوبية. يقدر عدد سكانها بـ 14 نسمة .